# 남원대산초등학교
남원대산초등학교는 대한민국 전북특별자치도 남원시 대산면 운교리에 있는 공립 초등학교이다.

## 학교 연혁
- 1928년 6월 20일 운교공립보통학교 개교(설립인가 4월 30일)
- 1938년 4월 1일 교명 변경[1] (운교공립심상소학교)
- 1941년 4월 1일 교명 변경[2] (운교공립국민학교)
- 1949년 11월 20일 대곡분교장 인가 개교
- 1967년 9월 1일 남원대산국민학교로 교명 변경[3]
- 1969년 12월 24일 남원서국민학교로 1.5학급 분리
- 1981년 3월 10일 병설유치원 설립
- 1988년 6월 20일 개교 60주년 기념행사 거행
- 1996년 3월 1일 남원대산초등학교로 교명 개칭
- 2019년 9월 1일 제32대 사향희 교장 부임
- 2021년 2월 9일 제88회 졸업(4,279명)

## 학교 상징
- 교화 - 철쭉 : 아름다운 심성
- 교목 - 소나무 : 큰 꿈과 강인한 의지

## 참고 자료
- 남원대산초등학교 - 한국교육학술정보원 학교알리미